# Europejska Nagroda Muzyczna MTV dla najlepszego zespołu
Europejska Nagroda Muzyczna MTV dla najlepszego zespołu przyznawana jest podczas corocznych rozdań nagród MTV Europe Music Awards od 1994 r. O zwycięstwie decydują widzowie za pomocą głosowania internetowego i telefonicznego (smsowego).

## Zwycięzcy
- 1994 Take That
- 1995 U2
- 1996 Oasis
- 1997 Spice Girls
- 1998 Spice Girls
- 1999 Backstreet Boys
- 2000 Backstreet Boys
- 2001 Limp Bizkit
- 2002 Linkin Park
- 2003 Coldplay
- 2004 Outkast
- 2005 Gorillaz
- 2006 Depeche Mode
- 2007 Linkin Park
- 2009 Tokio Hotel